# Rachel Nichols
Rachel Emily Nichols (Augusta, Maine; 8 de enero de 1980) es una modelo y actriz estadounidense de cine y televisión.

## Biografía
Rachel Nichols nació en 1980 en la ciudad de Augusta, en Maine (Estados Unidos). Desde pequeña sus aficiones siempre han sido navegar, esquiar y pasar el tiempo libre en espacios abiertos.
Estudió en la Escuela de Cony y en paralelo estudió en Francia. Después de graduarse, intentó estudiar psicología en la Universidad de Columbia, en Nueva York.
En cuanto a su carrera profesional, Nichols entró "accidentalmente" en el mundo de la moda posando para firmas como Guess? o Abercrombie & Fitch. Compaginó de forma difícil sus estudios con el mundo de la moda. Después de aparecer como figurante en la película Otoño en Nueva York (año 2000), Nichols decidió definitivamente permanecer en el mundo del séptimo arte.
Nichols contrajo matrimonio con el productor de cine Scott Stuber el 26 de julio de 2008 en Aspen, Colorado; y en febrero de 2009 se separaron.

## Carrera profesional
Empezando su carrera como actriz, en 2002 Nichols apareció en un episodio de la serie de televisión americana Sexo en Nueva York, pero poco más tarde actuaría como Jessica en la película Dumb and Dumberer: When Harry Met Lloyd (2003). Aunque esta película fue un fracaso, Nichols ganó posteriormente dos papeles para otras dos películas en 2005: La morada del miedo y The Woods.
En 2005, Rachel Nichols fue protagonista de una serie policíaca producida por la FOX, The Inside. En ella interpreta a una joven agente de policía, Rebecca Locke, que se esfuerza por resolver difíciles casos de crímenes, teniendo en cuenta que Rebecca -de pequeña Becky George- sobrevivió a un secuestro cuando era una niña.
Más adelante y en ese mismo año, después de la cancelación de The Inside, Nichols dio vida a uno de los personajes más destacados de la quinta y última temporada de la exitosa serie Alias producida por ABC: Rachel Gibson, una experta en informática que creía trabajar para la CIA cuando, de hecho trabajaba para una peligrosa organización terrorista, un engaño similar al que sufrió Sydney Bristow (Jennifer Garner) al inicio de la serie. Desde su aparición, Gibson ha sido la protegida de Bristow. La serie culminó el 22 de mayo del 2006 con la aparición de Nichols en el último episodio, "All the Time of the World".
En 2007, Nichols apareció en dos nuevas películas: La guerra de Charlie Wilson, como personaje secundario, y P2, como protagonista.
En 2008 aparece en The Sisterhood of the Traveling Pants 2 junto a América Ferrera, Amber Tamblyn, Alexis Bledel y Blake Lively interpretando a Julia Beckwith una estudiante de teatro.
También rodó en Praga la película G.I. Joe: Rise of Cobra, basada en los dibujos animados de los 80, donde presta su voz a Scarlett O'Hara. Se estrenó en agosto del 2009. Otra película en la que se estima que aparecerá ese mismo año es la próxima entrega de Star Trek y representó a la cadete Gaila de Orion en la Academia Starfleet. También ha aparecido en 13 episodios de la sexta temporada de Mentes criminales, en el papel de la agente Ashley Seaver.
Su más reciente aparición en la pantalla grande ha sido en la película Conan el Bárbaro de 2011, donde encarna a Tamara, la última descendiente viva del linaje de Aquerón, un imperio de la ficticia Era Hiboria, gobernado por una casta de brujos practicantes de la magia negra.
El 27 de mayo de 2012 se estrenó la serie canadiense Continuum, que protagoniza.

## Películas y series
| Año       | Título                                   | Papel                         | Notas |
| --------- | ---------------------------------------- | ----------------------------- | --- |
| 2000      | Autumn in New York                       | Modelo en bar                 | |
| 2002      | Sex and the City                         | Alexa                         | Episodio: "A 'Vogue' Idea"                                                                                            |
| 2003      | Dumb and Dumberer: When Harry Met Lloyd  | Jessica                       | |
| 2004      | Debating Robert Lee                      | Trilby Moffat                 | |
| 2004      | A Funny Thing Happened at the Quick Mart | Jennifer                      | Cortometraje |
| 2004      | Line of Fire                             | Alex Myer                     | Episodio: "Eminence Front", 1 y 2ª parte                                                                              |
| 2005      | The Amityville Horror                    | Lisa                          | Nominada — MTV Movie Award for Best Frightened Performance Nominada — Teen Choice Award for Choice Movie Scream Scene |
| 2005      | Mr. Dramatic                             | Chica en bar                  | |
| 2005      | The Inside                               | Agente especial Rebecca Locke | Serie de televisión                                                                                                   |
| 2005      | Shopgirl                                 | Novia de Trey                 | |
| 2005–2006 | Alias                                    | Rachel Gibson                 | |
| 2006      | The Woods                                | Samantha Wise                 | Directa a vídeo |
| 2007      | Them                                     | Donna Shaw                    | Piloto de televisión                                                                                                  |
| 2007      | Resurrecting the Champ                   | Polly                         | |
| 2007      | P2                                       | Angela Bridges                | |
| 2007      | La guerra de Charlie Wilson              | Suzanne                       | |
| 2008      | The Sisterhood of the Traveling Pants 2  | Julia Beckwith                | |
| 2009      | Star Trek                                | Gaila                         | Orion "Green Girl" |
| 2009      | U.S. Attorney                            | Eve Chase                     | Piloto de televisión                                                                                                  |
| 2009      | G.I. Joe: The Rise of Cobra              | Shana "Scarlett" O'Hara       | |
| 2009      | For Sale by Owner                        | Anna Farrier                  | |
| 2010      | Meskada                                  | Leslie Spencer                | |
| 2010      | Ollie Klubershturf vs the Nazis          | Daniella                      | Cortometraje |
| 2010–2011 | Mentes criminales                        | Ashley Seaver                 | Sexta temporada: episodios 10-12, personaje recurrente; episodios 15-24, protagonista de la serie                     |
| 2011      | Conan el Bárbaro                         | Tamara                        | |
| 2011      | A Bird of the Air                        | Fiona                         | |
| 2012      | Alex Cross                               | Monica Ashe                   | |
| 2012      | Raze                                     | Jamie                         | |
| 2012      | Underwater                               | Campbell                      | Piloto de televisión                                                                                                  |
| 2012–2015 | Continuum                                | Kiera Cameron                 | Serie de televisión                                                                                                   |
| 2013      | Becoming                                 | Lisa                          | |
| 2014      | Tokarev                                  | Vanessa Maguire               | |
| 2015      | Chicago Fire                             | Jamie Killian                 | Cuarta temporada: episodios 9-14, personaje recurrente                                                                |
| 2018      | Titanes                                  | Angela Azarath                | Serie de televisión: Primera temporada                                                                                |
| 2019      | The Man in the High Castle               | Martha                        | Cuarta temporada: episodios 5-9                                                                                       |
| 2020      | Breach                                   | Chambers                      | |
| 2024      | The Inheritance                          | Madeline Abernathy            | |